# Erwin Leo Himmel
Erwin Leo Himmel (Graz, 9 april, 1956) is een Oostenrijks auto-ontwerper. Hij was een van de eerste ontwerpers die het toekomstig belang van een consistent merkontwerp erkende. 
Hij studeerde architectuur aan de Technische Universität Graz. In 1981 studeerde Himmel af als ‘Master of Design’ aan het Royal College of Art in Londen, de internationale elite-universiteit in design.

## Werk

### Audi 1982–1994
Himmel was verantwoordelijk voor vrijwel de gehele reeks modellen van midden jaren ’80 tot midden jaren ’90, zoals de Audi 80 Sedan, Avant, Coupe en Cabriolet, Audi 100 Sedan en Avant, en de Audi V8.
In 1990 werd hij directeur van Audi’s ontwerpstudio in München, waar hij het idee had een nieuw concept te ontwikkelen. Een designicoon was geboren: de Audi Quattro Spyder, het hoogtepunt van de “Frankfurt IAA” in 1991 en een mijlpaal in de design geschiedenis van Audi.

### Design Centre Europe, 1995–1999
In 1994 kreeg Erwin Leo Himmel de leiding over de oprichting van het eerste externe design center van de hele Volkswagengroep in Europa. Succesvolle ontwerpen als de Audi A8, S3 en RS4, en Volkswagen Touareg, Touran, Golf IV en Phaeton werden gecreëerd.

### Fuore Design, 2000–2007
Hij richtte de onafhankelijke designstudio “Fuore Design” op in Barcelona, met 35 werknemers. Himmel werkte succesvol voor bijna elk toonaangevend concern in de auto-industrie. Hij ontwierp de conceptauto’s Pajero Evolution voor Mitsubishi en B11S voor Subaru, respectievelijk gepresenteerd op de Frankfurt IAA in 2001 en de Geneva Motor Show in 2003. Naast zijn core business auto-ontwerpen, specialiseerde hij zich in merkconsulting. Panasonic startte een strategisch partnerschap met hem om een reeks van apparaten en witgoed te ontwerpen. 

### Hispano Suiza 2008-heden
Het nieuwste project van Himmel is de wederopleving van een historisch luxe merk: Hispano Suiza. Het historische merk was een Spaans luxe auto- en ingenieursbedrijf dat stopte voertuigen te produceren na de Tweede Wereldoorlog. De presentatie van het nieuwe model vond plaats op de Geneva Motor Show in maart 2010. De feedback van media en klant waren goed.